# Letteratura paleoslava

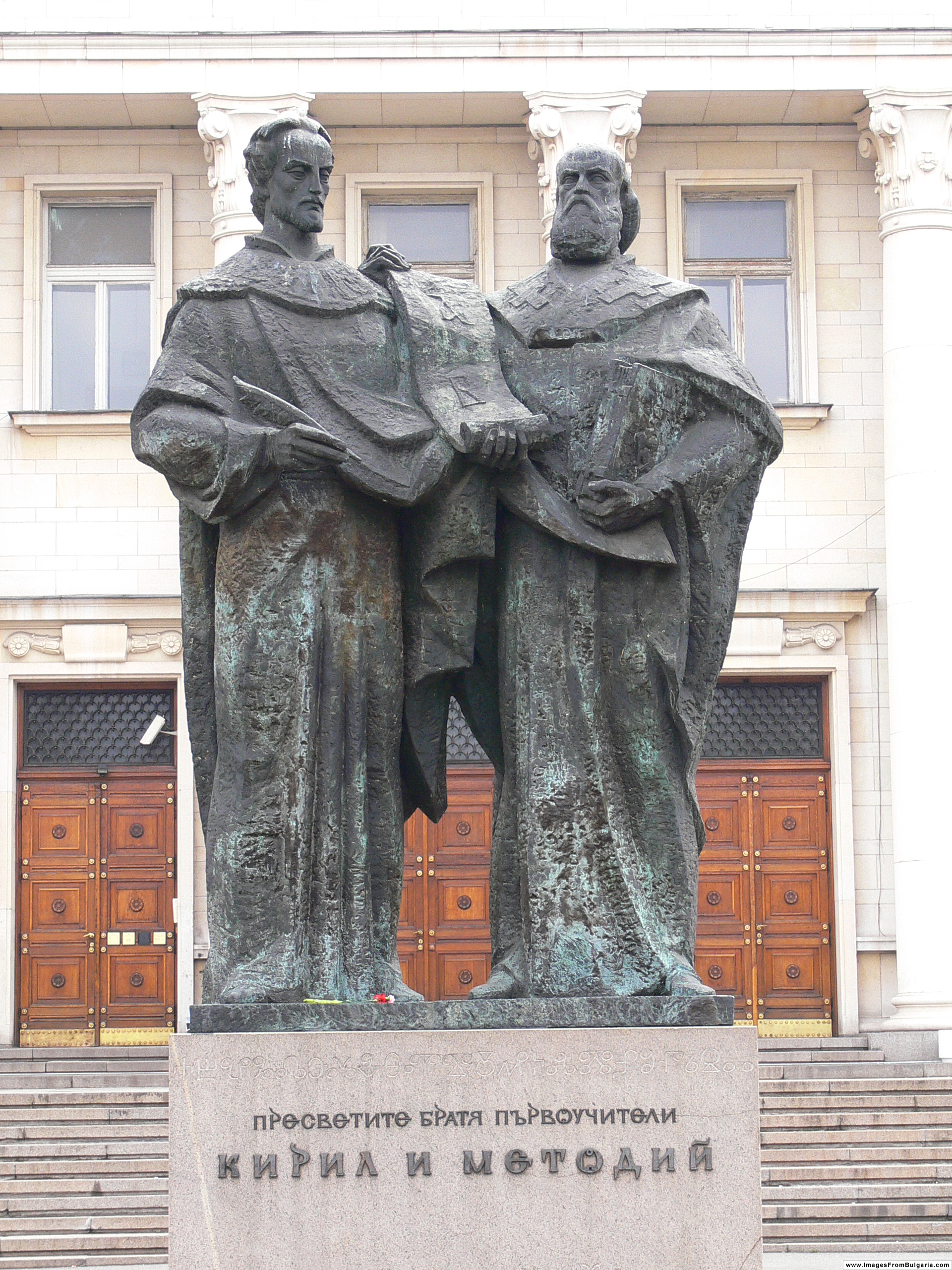
Monumento ai Santi Cirillo e Metodio, iniziatori della letteratura paleoslava (Sofia, Bulgaria)

La letteratura paleoslava è la letteratura scritta nella lingua slava ecclesiastica antica o lingua paleoslava. Si tratta della più antica letteratura scritta in una lingua slava. Il contenuto è in massima parte religioso cristiano. 
Rientra nella letteratura paleoslava la letteratura scritta tra l'anno 863 e la metà del X secolo, giunta a noi in manoscritti del X-XI secolo. La letteratura slava antica posteriore a tali date appartiene invece agli ambiti letterari della lingua slava ecclesiastica e dell'antica lingua slava orientale.

## Storia

Moneta commemorativa slovacca (2013) per il 1150º anniversario dell'arrivo di Cirillo e Metodio nella Grande Moravia (5 luglio 863)

La letteratura paleoslava iniziò ad opera dei missionari nella Grande Moravia, in seguito alla richiesta fatta dal principe Rostislav o Rastislav di Moravia all'imperatore di Bisanzio Michele III per evangelizzare il principato. Ebbe come protagonisti due missionari bizantini di Salonicco, i fratelli Cirillo e Metodio, che giunsero nella Grande Moravia il 5 luglio 863. Essi crearono la prima lingua slava scritta basandosi sul dialetto delle comunità slave della zona di Salonicco, ma sotto l'influenza culturale della lingua di maggior prestigio, ovvero il greco; e crearono allo scopo il primo alfabeto slavo, l'alfabeto glagolitico. Eseguirono un gran numero di traduzioni di testi liturgici e biblici, nonostante l'opposizione del clero latino e germanico che osteggiava la creazione di una liturgia in lingua slava. I due fratelli fecero precedere la loro traduzione della Bibbia, eseguita secondo le agiografie in soli sei mesi, da un'introduzione intitolata Proglas (Prefazione), in 111 versi dodecasillabi, ritenuta il più antico poema slavo. Nella Grande Moravia reclutarono ed istruirono un buon numero di seguaci.
Chiamati a Roma da papa Niccolò I, durante il viaggio si fermarono nel principato slavo della Pannonia, dove proseguirono per un breve periodo la loro opera con l'appoggio del principe Kocel. Alla fine dell'867 arrivarono a Roma, dove furono ricevuti da papa Adriano II, successore di Nicolò I, che riconobbe ufficialmente l'uso liurgico della lingua slava. Cirillo morì a Roma nell'869, dove nel frattempo aveva abbandonato il suo nome di battesimo "Costantino" per assumere quello monastico di "Cirillo" con il quale è passato alla storia. Metodio proseguì l'opera prima in qualità di vescovo di Pannonia (870), poi come arcivescovo di Moravia (873). Fu imprigionato da re Svatopluk I, favorevole al clero germanico, ma liberato grazie all'intervento del papa poté continuare, con la collaborazione dei discepoli, l'opera evangelizzatrice e letteraria fino alla morte (885).
Dopo la morte di Metodio papa Stefano V proibì la liturgia in lingua slava e i seguaci di Metodio vennero incarcerati o venduti come schiavi. Coloro i quali riuscirono a fuggire si rifugiarono in parte in Dalmazia presso i Croati, dove il vescovo Gregorio di Nona intorno al 925 tradusse il messale del rito romano in paleoslavo; e per la maggior parte presso i Bulgari, dove furono ben accolti in seguito alla conversione al cristianesimo del Knjaz Boris I di Bulgaria nell'864. La letteratura raggiunse i massimi livelli sotto il regno di Simeone I il Grande (893-927).

## Recensioni

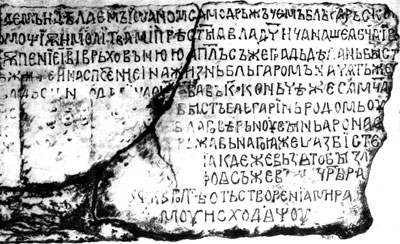
Iscrizione di Bitola (Macedonia del Nord, ca. 1015), tra i più antichi reperti della recensione macedone

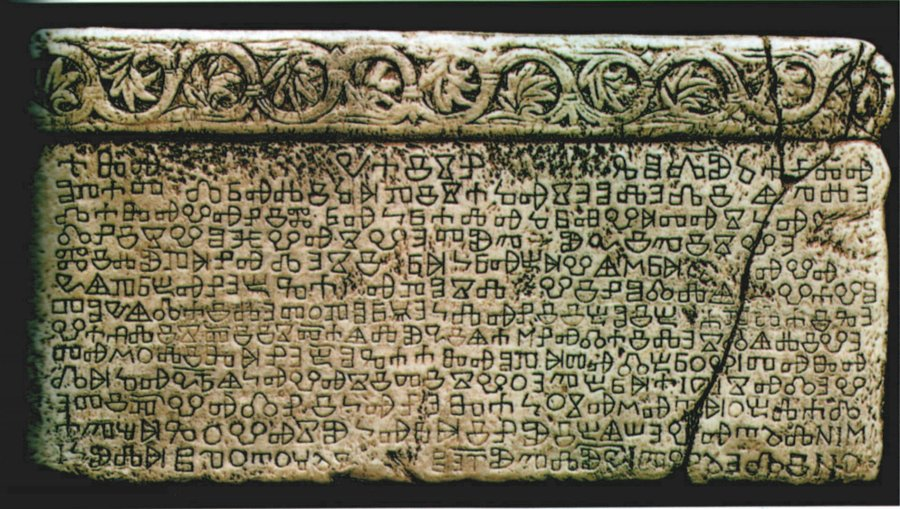
Lapide di Bescanuova (Croazia, ca. 1100), tra i più antichi reperti della recensione croata

La letteratura paleoslava si diffuse tra i vari popoli slavi e si crearono diversi centri culturali. In base a differenze locali, soprattutto ortografiche,  che ci indicano la zona d'origine, i manoscritti paleoslavi vengono solitamente divisi in "redazioni" o "recensioni":
- Recensione ceco-morava
- Recensione bulgaro-macedone

Tarde recensioni (Slavo ecclesiastico)
- Recensione serba
- Recensione croata
- Recensione russa

## Opere ed autori
Gli scrittori più importanti, oltre a Cirillo, Metodio e Gregorio di Nona, furono: 
- Clemente di Ocrida; autore di agiografie, panegirici, testi e canti liturgici. La sua agiografia fu scritta, in greco, da Teofilatto di Ocrida
- Costantino di Preslav; scrisse il Vangelo didattico, primo poema in una lingua slava dopo Proglas, varie opere religiose, una storia della letteratura paleoslava intitolata Storie, e la Proclamazione dei Vangeli, una difesa dell'uso religioso della lingua paleoslava contro i sostenitori dell'uso esclusivo della lingua greca
- Černorizec Hrabăr; autore di O pismenechi (Intorno alle lettere), una difesa degli alfabeti slavi contro i sostenitori dell'impiego del solo alfabeto greco
- Giovanni Esarca; scrisse omelie e traduzioni o rifacimenti di opere greche classiche e bizantine
- Gorazd; autore della biografia di Metodio intitolata Život Metoda (Vita di Metodio), e traduttore di opere religiose dall'alto tedesco antico

Anche se non ci sono rimasti suoi scritti, va ricordato Naum di Ocrida per la sua attività di studioso ed insegnante, tra i fondatori della Scuola letteraria di Pliska nella quale operò dall'886 all'893, quando si trasferì presso la Scuola letteraria di Ocrida.

### I "Sette santi della Chiesa ortodossa bulgara"

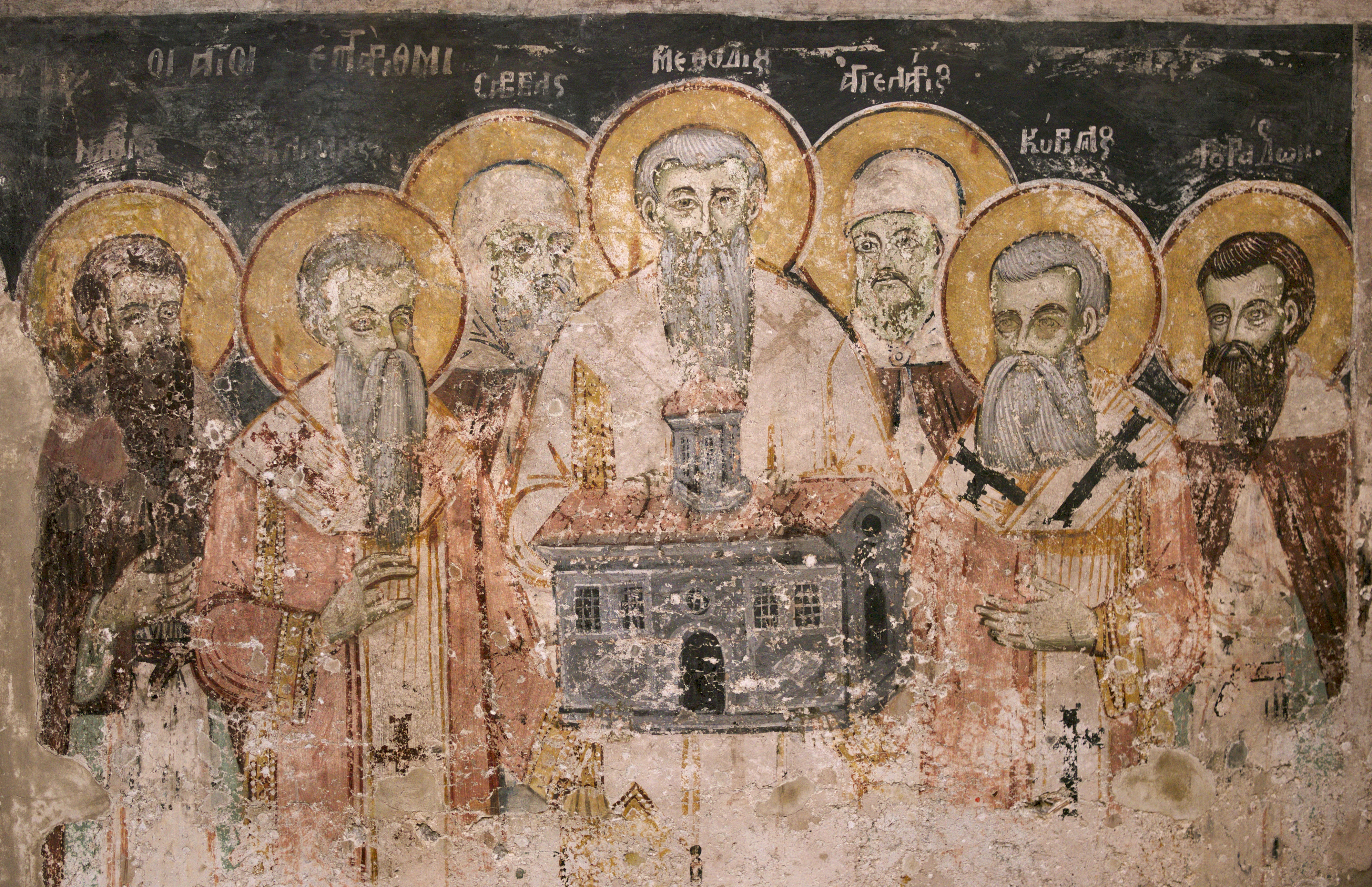
I "Sette santi della Chiesa ortodossa bulgara". Da sinistra: Naum, Clemente, Sava, Metodio, Angelario, Cirillo, Gorazd. (Affresco del Monastero di S. Naum, Macedonia del Nord, ca. 1800)

La tradizione, creatasi con il contributo dell'opera in greco di Teofilatto di Ocrida, chiama "Sette santi della Chiesa ortodossa bulgara" il gruppo degli scrittori tramandati come iniziatori della letteratura paleoslava, e creatori prima dell'alfabeto glagolitico e in seguito dell'alfabeto cirillico arcaico, che affiancò e poi sostituì gradualmente il precedente, e si evolse con l'andare del tempo nell'alfabeto cirillico moderno.
Essi sono: Cirillo, Metodio, Clemente di Ocrida, Naum di Ocrida, Gorazd, Sava di Bulgaria e Angelario. Non è invece incluso Costantino di Preslav, nonostante fosse un discepolo diretto di Metodio, perché non venne mai canonizzato.
Di Sava di Bulgaria ed Angelario abbiamo scarse notizie della loro vita, e come per Naum di Ocrida non ci è rimasta nessuna loro opera.

### Apocrifi biblici
Come tutta la letteratura cristiana antica, anche la letteratura paleoslava produsse, o meglio tradusse, un certo numero di apocrifi biblici:
- Secondo libro di Enoch; sopravvissuto soltanto in paleoslavo[2], nonostante fosse sicuramente una traduzione dal greco, a sua volta proveniente da un testo originale ebraico o aramaico, similmente al Primo libro di Enoch e al Terzo libro di Enoch.
- Apocalisse di Abramo; anch'essa pervenuta solamente in paleoslavo, da una probabile traduzione greca di un originale semitico perduto.

Tra i principali apocrifi conservati sia in paleoslavo che in altre lingue:
- Apocalisse di Baruc
- Apocalisse di Paolo
- Vangelo di Bartolomeo
- Testamento di Abramo (Slavo ecclesiastico)
- Atti slavi di Pietro (Slavo ecclesiastico)

### IlFiore di virtù
Presso la biblioteca dell'Accademia Romena (Academia Română) di Bucarest è custodita una traduzione manoscritta (B.A.R. ms. rom. 4620), in paleoslavo con testo a fronte in romeno, del Fiore di virtù, un'antologia italiana compilata da un certo "Frate Tommaso" nei primi anni del XIV secolo.

## Canone
L'insieme dei codici del corpus paleoslavo viene normalmente indicato come "Canone". Per farne parte i manoscritti devono soddisfare determinati criteri linguistici, cronologici e culturali. Non possono allontanarsi in modo significativo da dalla lingua e dalla tradizione di Cirillo e Metodio, solitamente chiamata "Tradizione Cirillo-Metodiana". 
Ad esempio i Manoscritti di Frisinga, risalenti al X secolo, pur mostrando alcuni tratti linguistici e culturali del paleoslavo non vengono di solito inclusi nel Canone, perché alcune caratteristiche fonologiche di questi scritti sembrano appartenere ad alcuni dialetti slavi della Pannonia del periodo. Analogamente i Vangeli di Ostromir mostrano caratteri dialettali che li classificano come slavi orientali anziché occidentali, dunque anch'essi non sono ammessi nel Canone. Invece il Messale di Kiev viene incluso nel Canone, nonostante mostri alcuni caratteri dialettali slavi occidentali e presenti una liturgia di tipo occidentale, per la sua corrispondenza con la tradizione della missione morava.
I manoscritti vengono in genere classificati in due gruppi secondo l'alfabeto usato, glagolitico o cirillico (arcaico). Ad eccezione del Messale di Kiev e del Glagolita Clozianus, che mostrano rispettivamente caratteri slavi occidentali e croati, si presume che tutti i testi in glagolitico facciano parte della redazione macedone (Scuola letteraria di Ocrida):
- Messale di Kiev (Ki, KM), 7 fogli, tardo X secolo
- Codex Zographensis (Zo), 288 fogli, X o XI secolo
- Codex Marianus (Ma), 173 fogli, primo XI secolo
- Codex Assemanius (Asss), 158 fogli, primo XI secolo
- Psalterium Sinaiticum (Pas, Ps. sin.), 177 fogli, XI secolo
- Euchlogium Sinaiticum (Eu, Euch), 109 fogli, XI secolo
- Glagolita Clozianus (Clo, Cloz), 14 fogli, XI secolo
- Fogli di Ocrida (Ohr), 2 fogli, XI secolo
- Fogli di Rila (Ri, Ril), 2 fogli e 5 frammenti, XI secolo

Tutti i manoscritti in cirillico fanno parte della redazione di Preslav (Scuola letteraria di Preslav, che successe alla Scuola letteraria di Pliska) e risalgono all'XI secolo. Fanno eccezione i Frammenti Zographos, che appartengono alla redazione di Ocrida (Scuola letteraria di Ocrida):
- Libro di Sava (Sa, Sav), 126 fogli
- Codex Suprasliensis (Supr), 284 fogli
- Apostolos di Enina (En, Enin), 39 fogli
- Fogli Hilandar (Hds, Hil), 2 fogli
- Frammenti di Undol'skij (Und), 2 fogli
- Foglio Macedone (Mac), 1 foglio
- Frammenti Zographos (Zogr. Fr.), 2 fogli
- Salterio Sluck (Ps. Sl., Sl), 5 fogli

## Galleria d'immagini

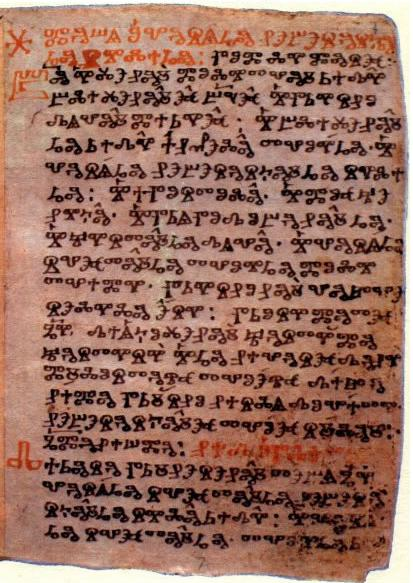
Messale di Kiev, fol. 7r
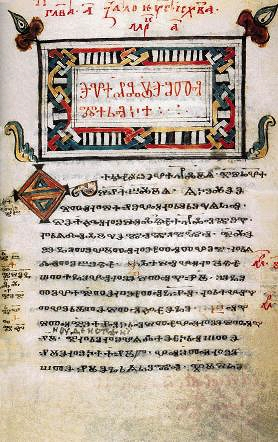
Codex Zographensis
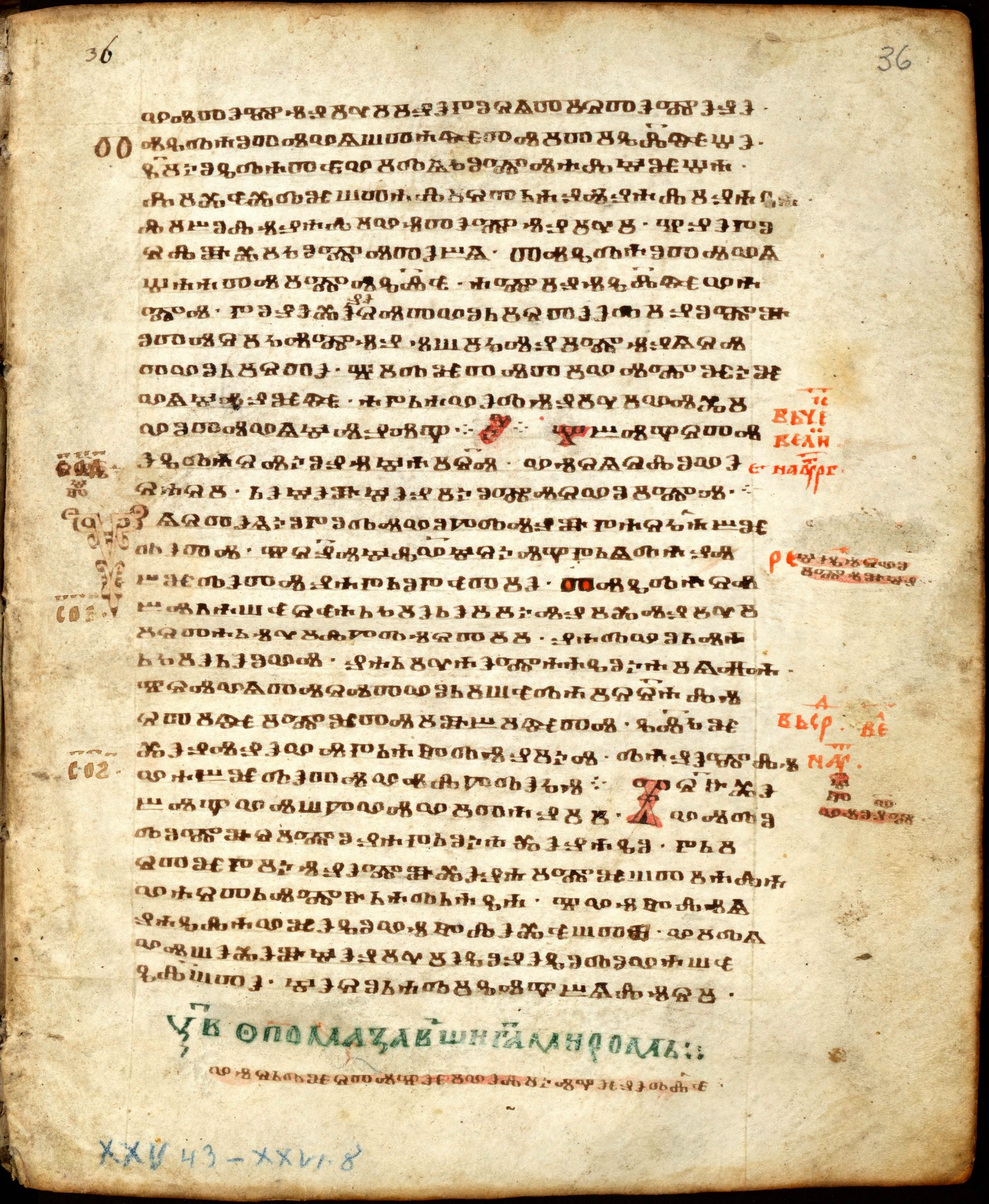
Codex Marianus, fol. 36r
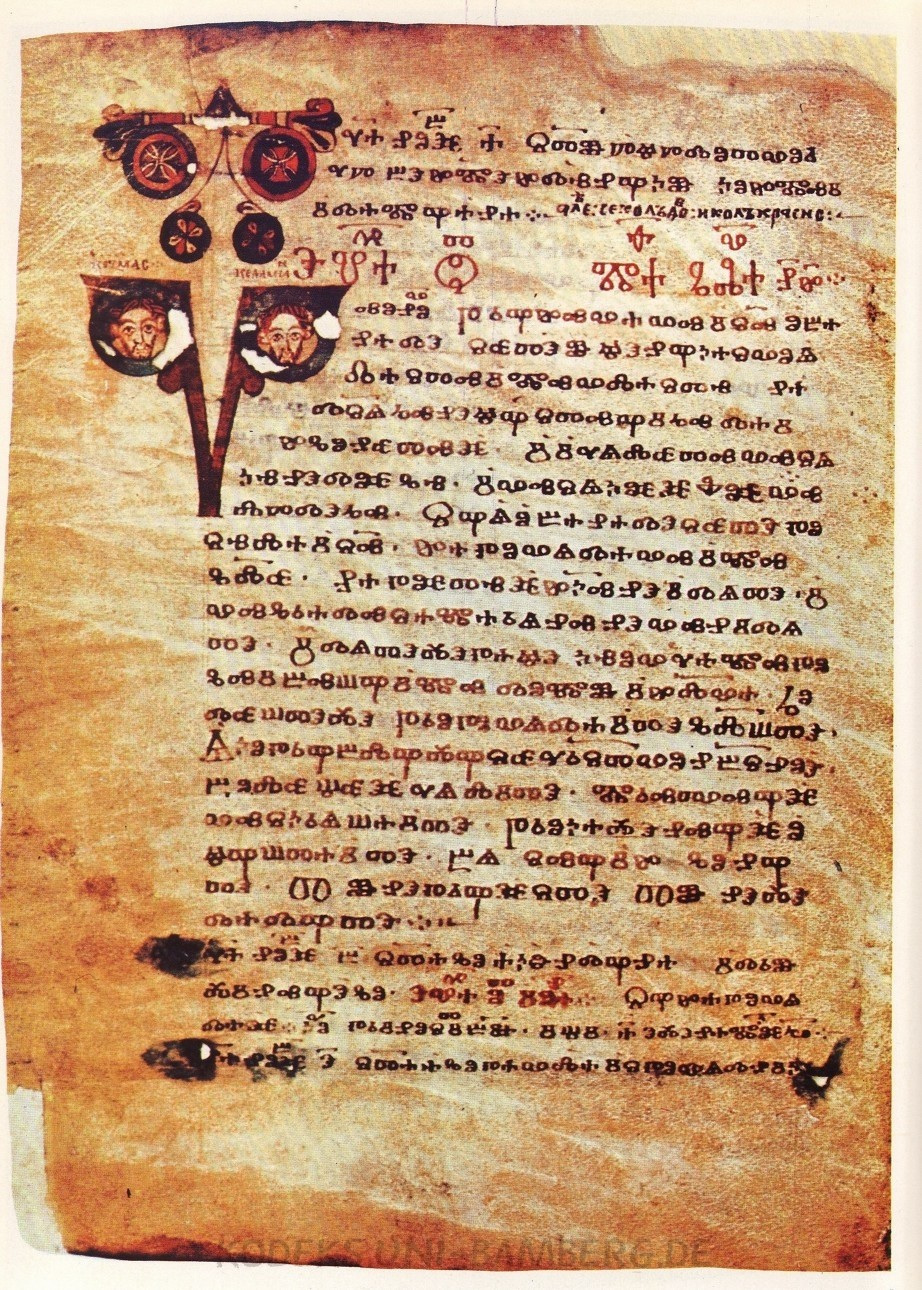
Codex Assemanius
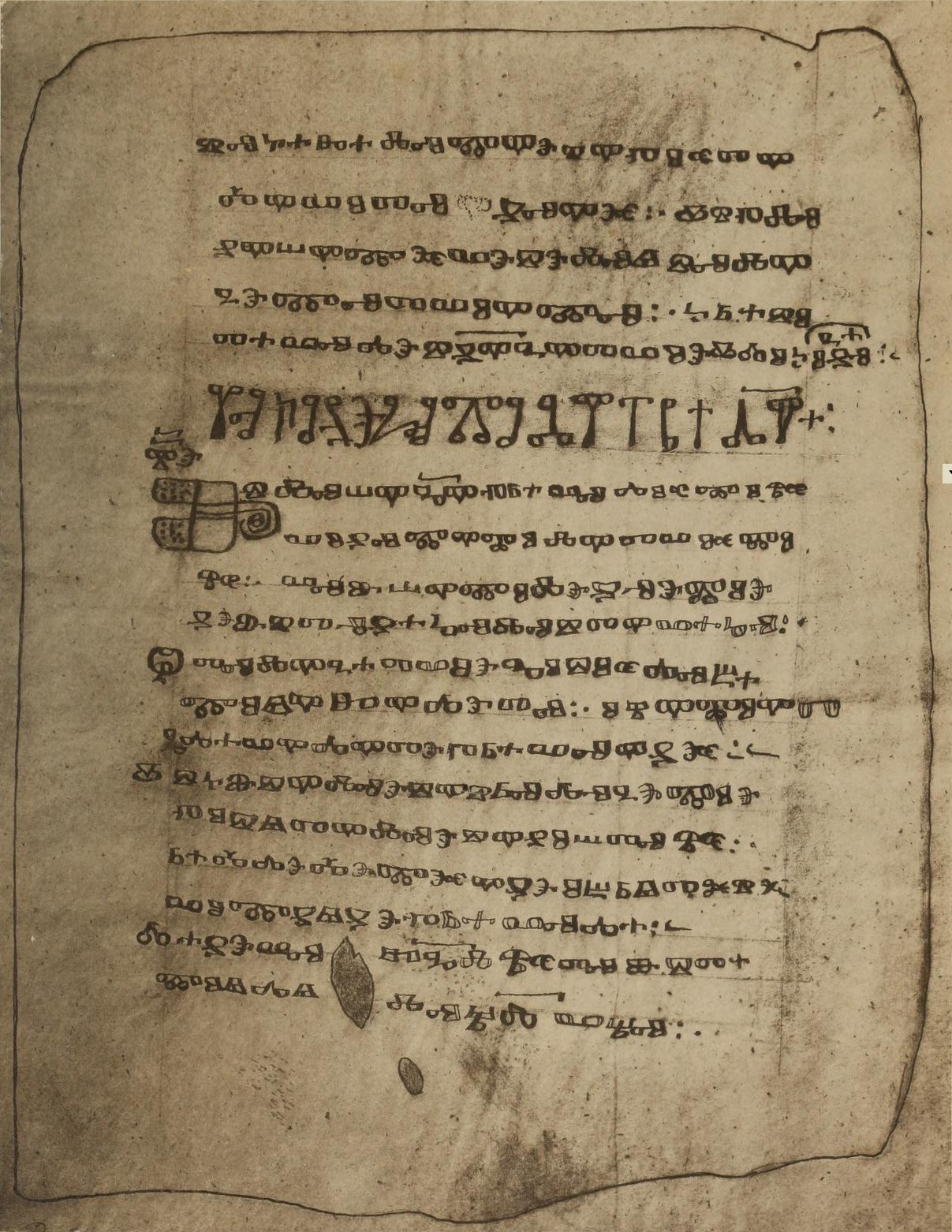
Psalterium Sinaiticum
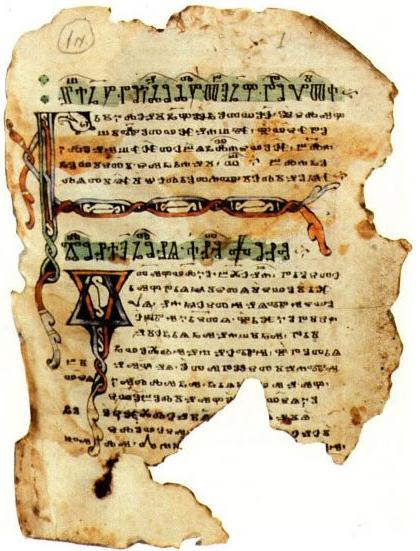
Euchologium Sinaiticum
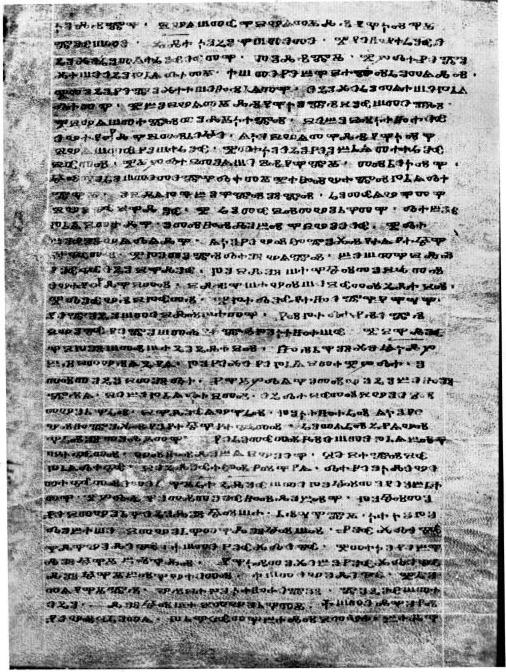
Glagolita Clozianus
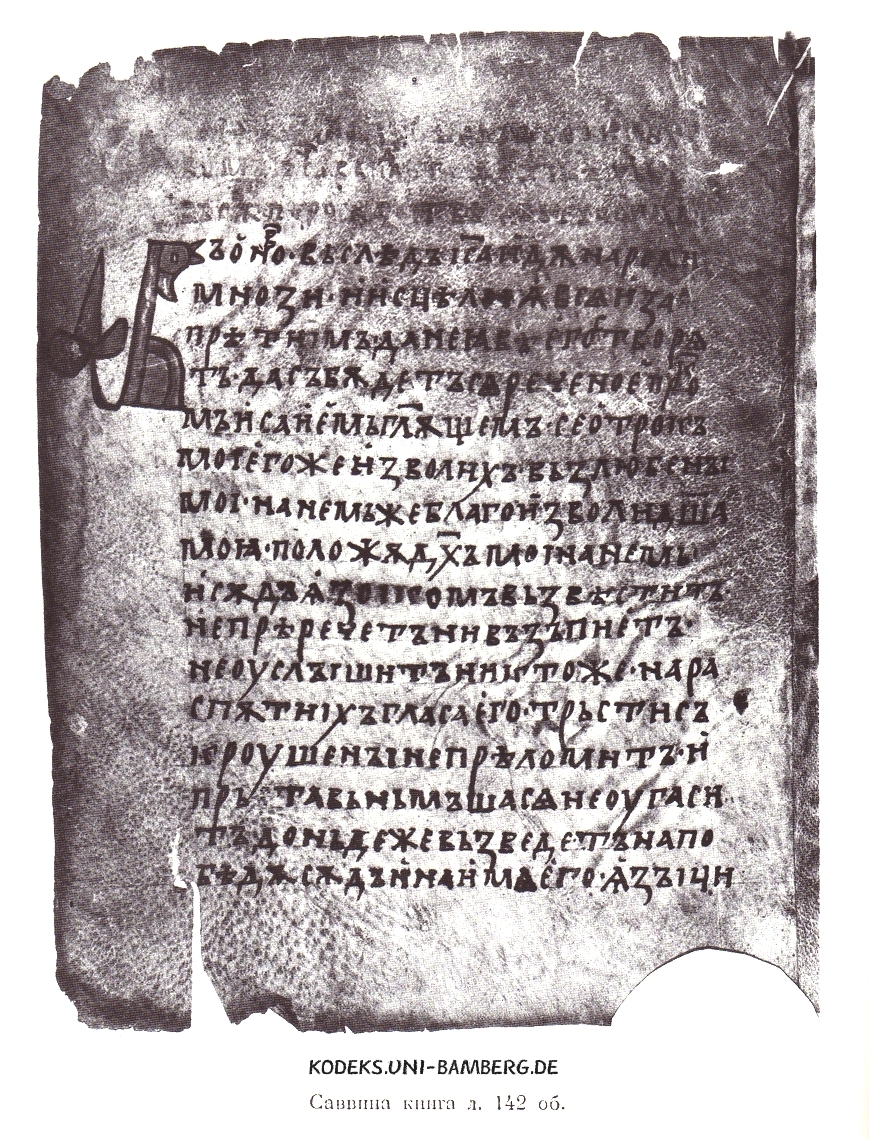
Libro di Sava
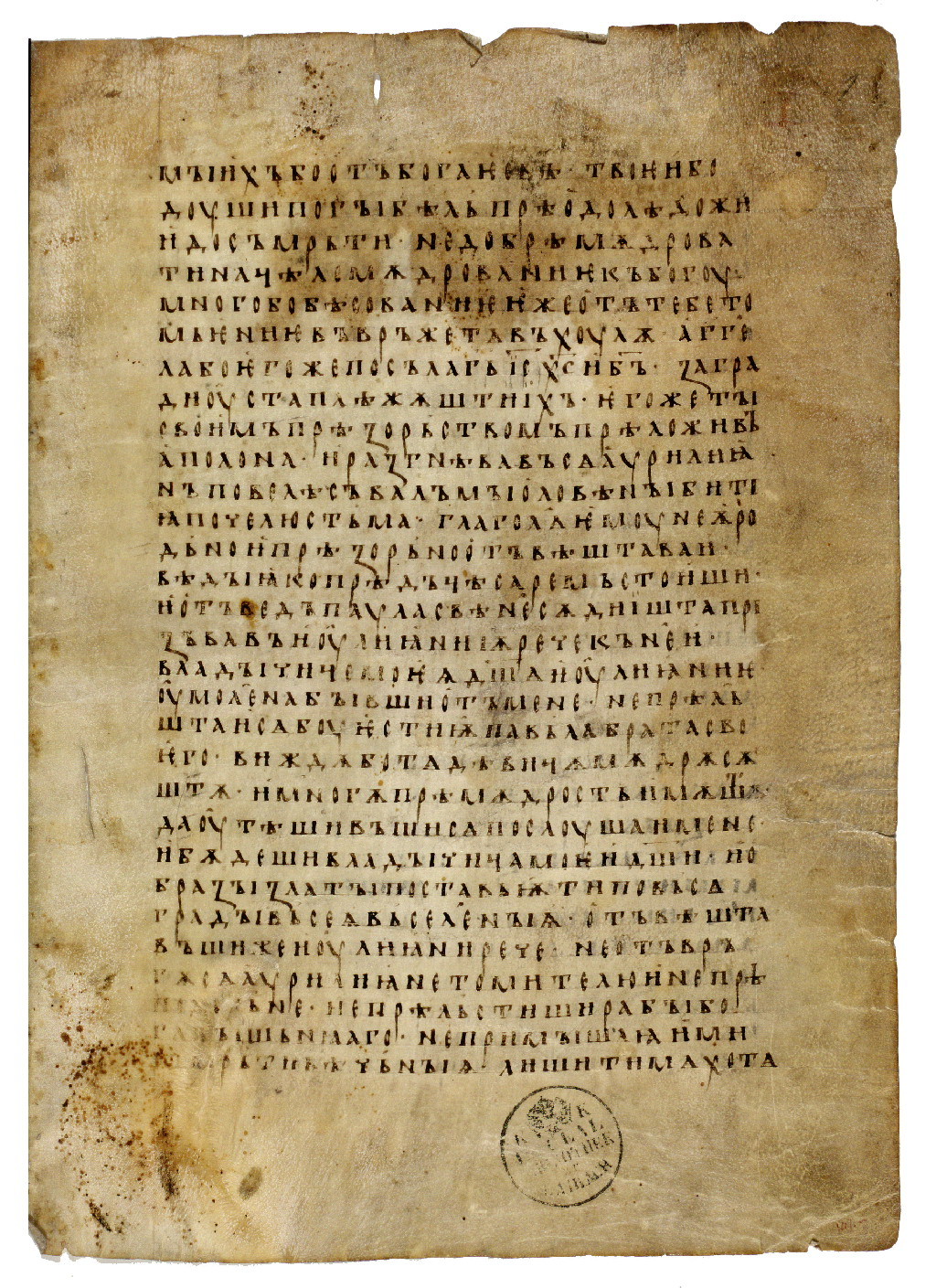
Codex Suprasliensis
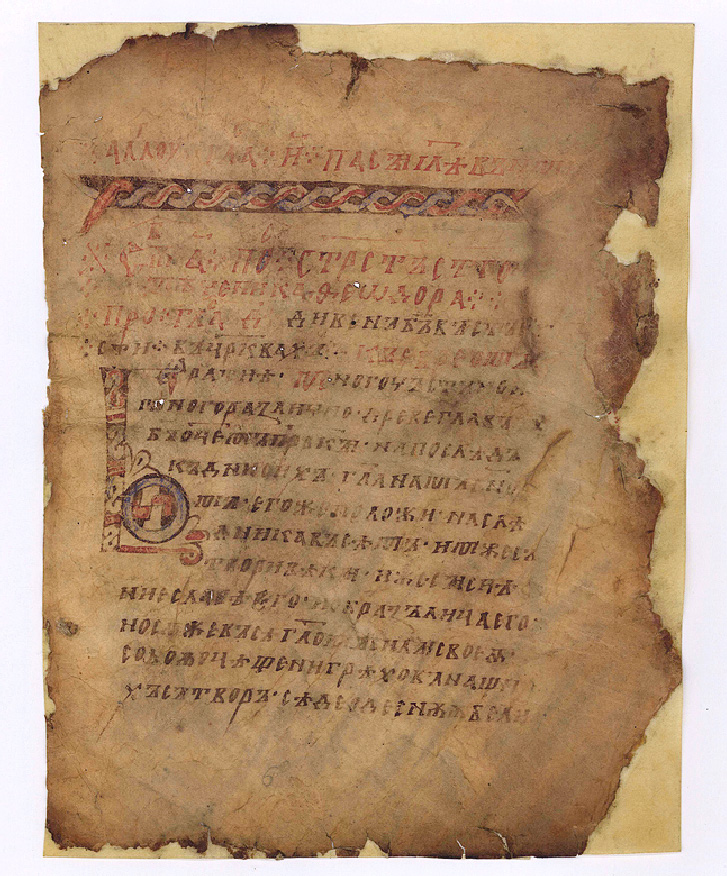
Apostolo di Enina
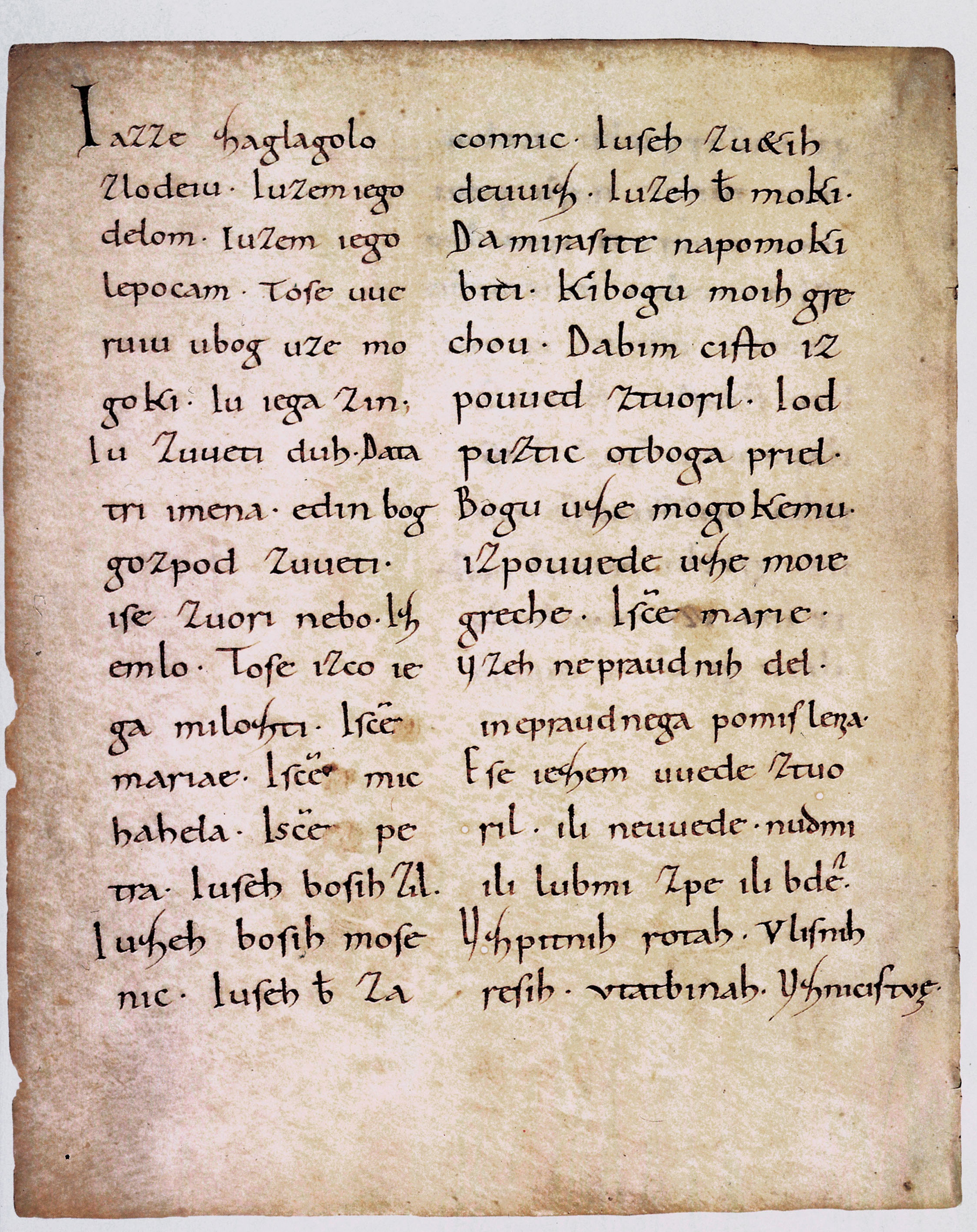
Manoscritti di Frisinga (Testo non canonico)
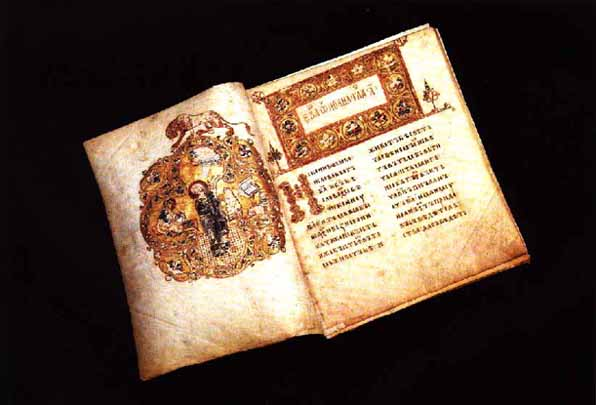
Vangeli di Ostromir (Testo non canonico)